# Giro d'Italia (album)
| Recensione | Giudizio |
| ---------- | -------- |
| AllMusic   | [ 4 ]    |

Giro d'Italia è il secondo album live realizzato dal rocker italiano Luciano Ligabue, il decimo della sua carriera.

## Descrizione
Contiene i risultati di un profondo lavoro di riarrangiamento in chiave acustica di molte canzoni della carriera di Ligabue, realizzato con l'aiuto di Mauro Pagani e di D.Rad degli Almamegretta. Nel disco si può apprezzare anche lo stile e l'interpretazione chitarristica di Mel Previte.
Le canzoni sono state registrate durante il tour Ligabue in teatro 2003, che ha portato l'artista a suonare sia nei palazzetti (con i classici arrangiamenti rockeggianti, non presenti in questo lavoro), sia nei maggiori teatri d'Italia.
L'album è stato pubblicato nel 2003 in due versioni: in doppio CD (catalogo WEA 504 6 69578 2, immagine di copertina con sfondo arancione) e in 3 CD a tiratura limitata di 50.000 esemplari (WEA 504 6 69579 2, sfondo blu). Quest'ultima contiene anche alcune fotografie scattate durante il tour dallo stesso Ligabue. Nell'autunno 2004 è stata realizzata una ristampa (10.000 pezzi) dell'edizione in 3 CD, ma priva delle fotografie.
Per promuovere il brano è stato registrato un videoclip live, della durata di oltre 7 minuti, negli studi di MTV Italia per la trasmissione MTV Supersonic del 2003. L'audio di questa registrazione è quello presente su CD.

## Tracce
Testi e musiche di Ligabue, eccetto Il mio nome è mai più.

### CD 1
1. Piccola stella senza cielo (nuova versione) – 4:34 – (da Ligabue)
2. Si viene e si va – 3:49 – (da Miss Mondo)
3. Il giorno di dolore che uno ha – 4:59 – (da Su e giù da un palco)
4. Sogni di rock 'n' roll – 5:03 – (da Ligabue)
5. Walter il mago – 6:19 – (da Sopravvissuti e sopravviventi)
6. Vivo morto o X – 4:41 – (da Buon compleanno Elvis)
7. Camera con vista sul deserto – 4:52 – (da Lambrusco coltelli rose & pop corn)
8. Miss Mondo '99 – 3:36 – (da Miss Mondo)
9. Tutte le strade portano a te – 7:56 – (da Fuori come va?)
10. Questa è la mia vita – 5:50 – (da Fuori come va?)

Durata totale: 51:39

### CD 2
1. Voglio volere – 6:09 – (da Fuori come va?)
2. Sarà un bel souvenir – 4:55 – (da Lambrusco coltelli rose & pop corn)
3. Una vita da mediano – 4:05 – (da Miss Mondo)
4. Angelo della nebbia – 5:42 – (da Ligabue)
5. Ho messo via – 6:00 – (da Sopravvissuti e sopravviventi)
6. Baby, è un mondo super – 4:28 – (da Miss Mondo)
7. Tu che conosci il cielo – 4:56 – (da Fuori come va?)
8. Eri bellissima – 3:58 – (da Fuori come va?)
9. Metti in circolo il tuo amore – 4:28 – (dalla colonna sonora di Radiofreccia)
10. Tutti vogliono viaggiare in prima – 4:30 – (da Fuori come va?)
11. Tra palco e realtà – 5:06 – (da Su e giù da un palco)

Durata totale: 54:17

### CD 3 (solo nell'edizione speciale)
1. Chissà se in cielo passano gli Who – 5:22 – (da Fuori come va?)
2. Ti sento – 3:38 – (da Fuori come va?)
3. Voglia di caffè (parlato) – 3:48
4. Sulla mia strada – 4:05 – (da Miss Mondo)
5. Almeno credo – 4:37 – (da Miss Mondo)
6. Nato per me – 5:02 – (da Fuori come va?)
7. Baby Talkin' Blues (parlato) – 2:02
8. Ligabue, Jovanotti e Piero Pelù[6] – Il mio nome è mai più – 4:18
9. Dove fermano i treni – 4:58 – (da Sopravvissuti e sopravviventi)
10. Reading Bukowski (parlato) – 1:27
11. Kay è stata qui – 5:25 – (da Miss Mondo)

Durata totale: 44:42

## Formazione
- Luciano Ligabue – voce e chitarra acustica

### La Banda
- Federico Poggipollini – chitarra acustica e chitarra elettrica
- Mel Previte – chitarra acustica, chitarra elettrica, chitarra a 12 corde e sax
- Antonio Righetti – basso elettrico
- Roberto Pellati – batteria
- Fabrizio Simoncioni – tastiera e cori

### Altri musicisti
- D.RaD – elettronica
- Mauro Pagani – bouzouki, violino, armonica a bocca, flauto, mandolino

## Successo commerciale
A fine novembre del 2003 debutta al primo posto nella classifica italiana degli album, mantenendolo per 8 settimane consecutive. Rimane in classifica anche l'anno successivo (in vetta nella primi quindici giorni di gennaio), risultando il nono disco più venduto nel 2003. Secondo la rivista statunitense Billboard, le copie vendute dall'album in Italia a luglio 2004 erano oltre 400.000.

## Classifiche
| Classifica (2002/03) | Posizione massima |
| -------------------- | ----------------- |
| Italia               | 1                 |
| Svizzera             | 96                |

### Classifiche di fine anno
| Classifica (2003) | Posizione |
| ----------------- | --------- |
| Italia            | 2         |
| Classifica (2004) | Posizione |
| Italia            | 28        |